# ناتاشا ايتمان
ناتاشا ايتمان (بالإنجليزية: Natasha Wightman)‏ هي ممثلة بريطانية، ولدت في 1973 بإنجلترا في المملكة المتحدة.

## أعمال

### أفلام
- (2001) منتزه جوسفورد[5]
- (2005) ثاء رمزا للثأر

## وصلات خارجية
- ناتاشا ايتمان على موقع IMDb (الإنجليزية)
- ناتاشا ايتمان على موقع ألو سيني (الفرنسية)
- ناتاشا ايتمان على موقع أول موفي (الإنجليزية)
- ناتاشا ايتمان على موقع قاعدة بيانات الأفلام السويدية (السويدية)
- ناتاشا ايتمان على موقع قاعدة بيانات الفيلم (الإنجليزية)
- ناتاشا ايتمان على موقع كينوبويسك (الروسية)